# سارکونگا
سارکونگا شهری در شهرستان تیکاره در استان بام در بورکینافاسوی شمالی است و جمعیت آن ۹۰۹ نفر است.